# 프랭크 맥스웰

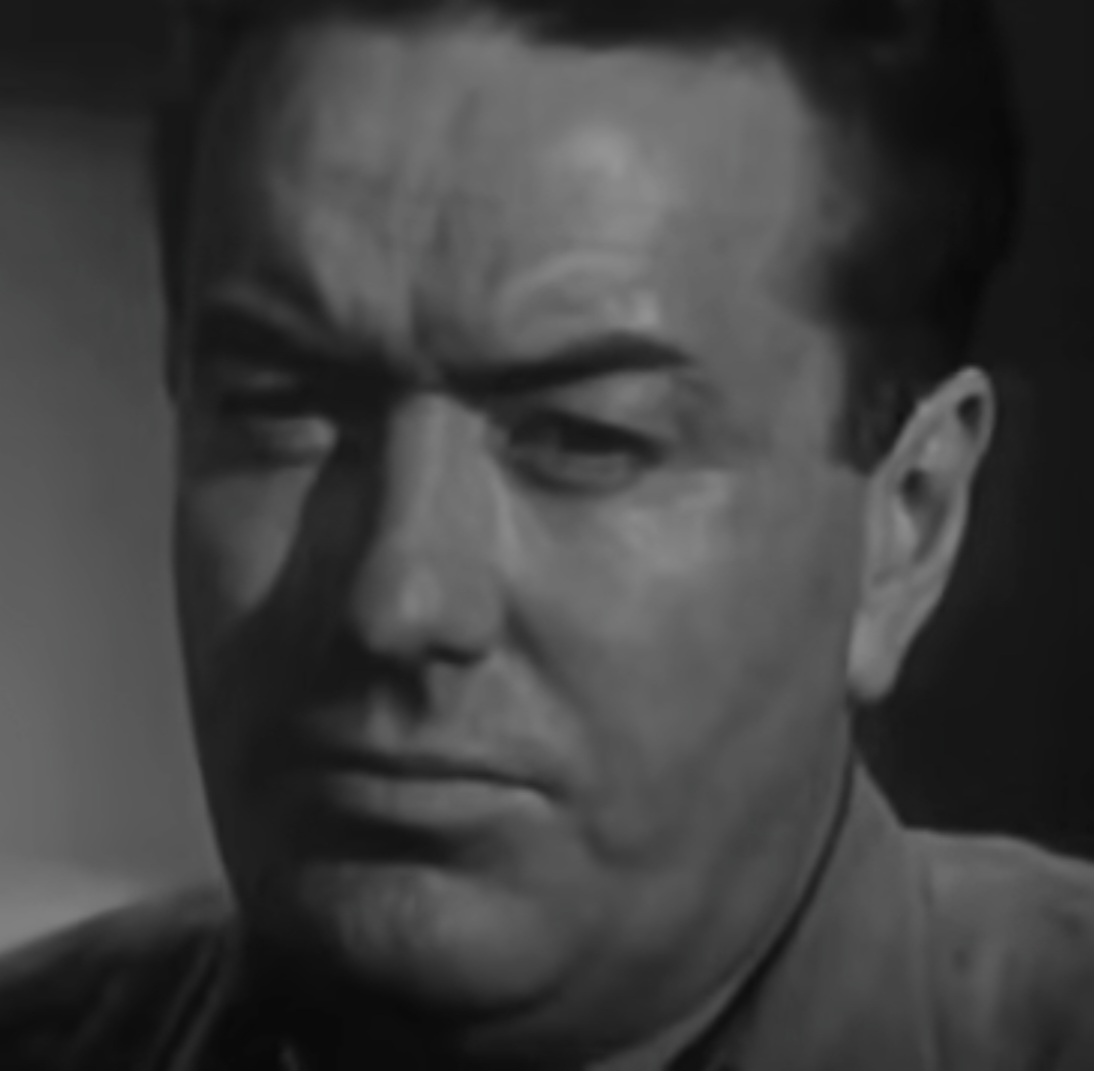

프랭크 맥스웰(Frank Maxwell, 1916년 11월 17일 ~ 2004년 8월 4일)은 미국의 영화배우, 텔레비전 배우, 연극 배우이다.
브롱크스에서 태어났으며 샌타모니카에서 사망하였다.

## 방송
- 청춘 할아버지

## 영화
- 형사 Q (1976년)
- 마제스틱 (1974년)
- 명탐정 바나비 존즈 (1973년)
- 119 구조대 (1972년)
- 올 인 더 패밀리 (1968년) - 토미 켈시 역
- 아이언 사이드 (1967년)
- 청춘 할아버지 (1967년)
- 털보 가족 (1966년)
- 와일드 엔젤 (1966년)
- 마담 X (1966년)
- FBI (1965년)
- 몬스터 가족 (1964년)
- 도망자 (1963년)
- 유령 출몰지 (1963년)
- 침입자 (1962년)
- 아다 (1961년)
- 사랑이 머무르는 계절 (1961년)
- 더 마운틴 로드 (1960년)
- 피터 건 (1958년)
- 론리하트 (1958년) - 팻 도일 역
- 페리 메이슨 (1957년)